# Франчакорта (вино)

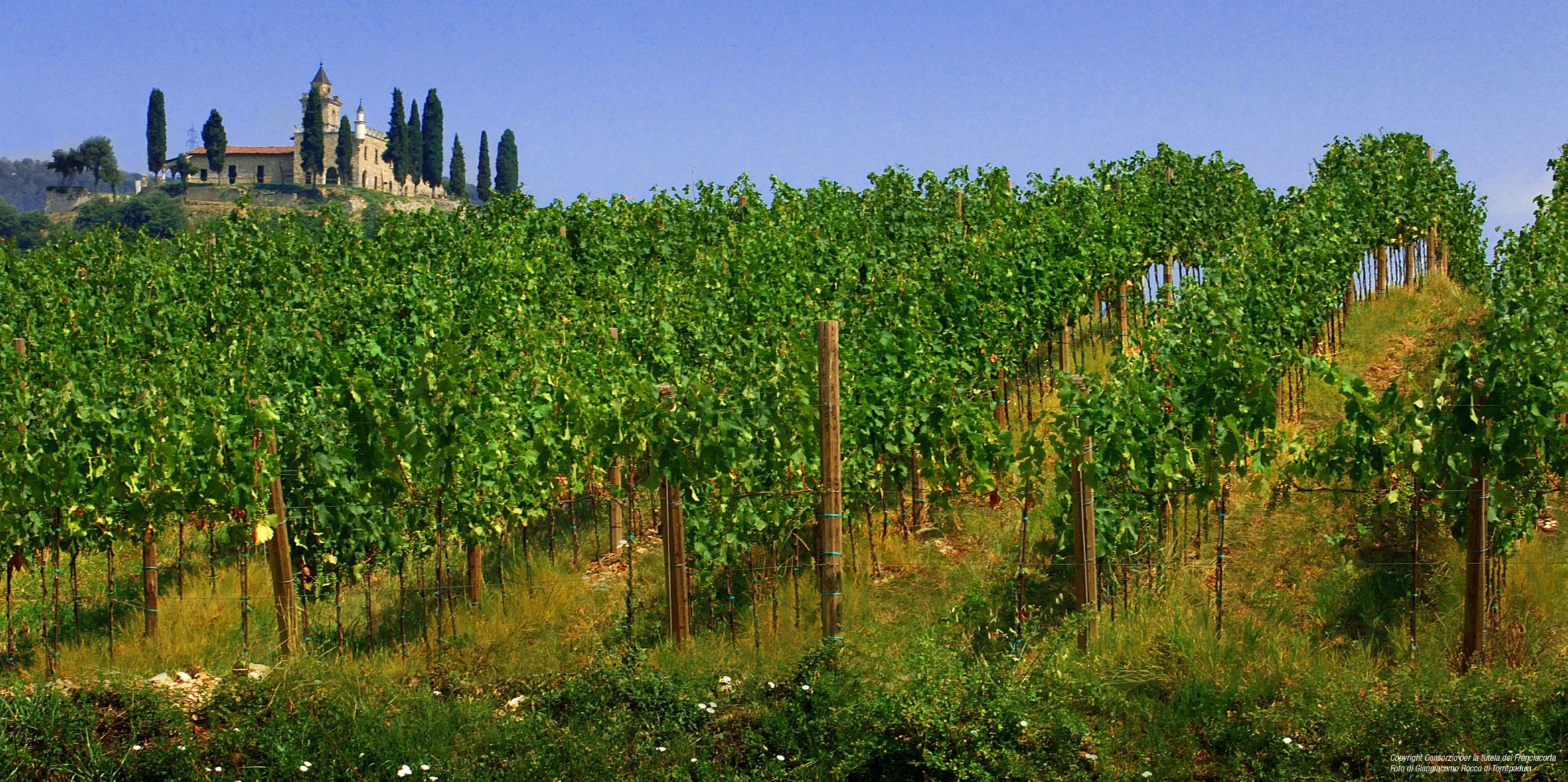
виноградник у Франчакорта

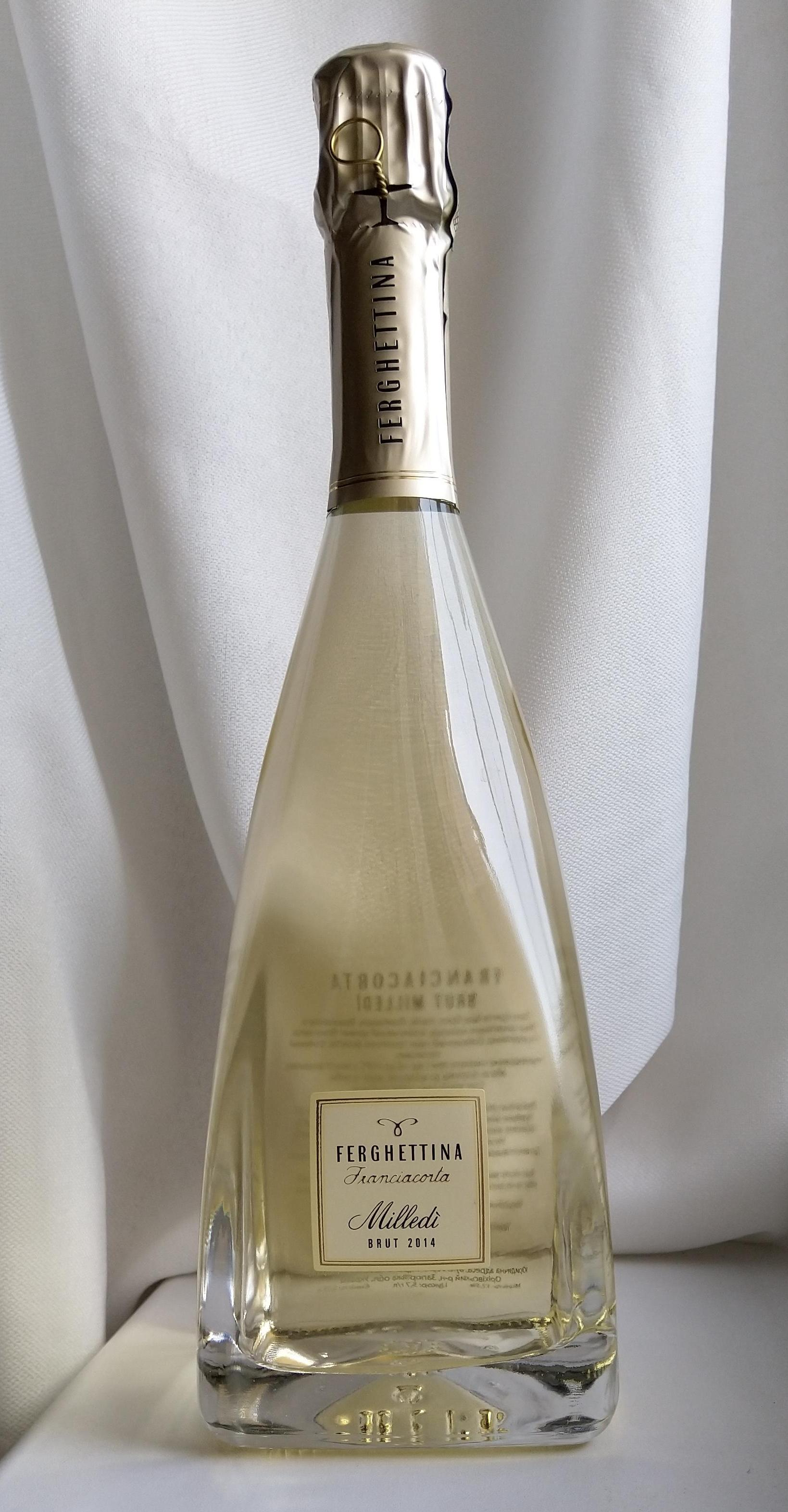
Пляшка Франчакорта

Франчакорта (італ. Franciacorta) — італійське ігристе вино, виробляється у провінції Брешія. Має найвищу категорію якості — DOCG.

## Історія
Франчакорта має порівняно нетривалу історію. Перший вінтаж цього вина був випущений у 1961 році виноробом Франко Зиліані (італ. Franco Ziliani) під назвою італ. Pinot di Franciacorta.

## Технологія виробництва
Франчакорту виробляють за класичною технологією шампанізації (вторинна ферментація вина у пляшках). Дозволяється використовувати 3 сорти винограду — Шардоне, Піно Бьянко та Піно Неро. Найбільш розповсюджене співвідношення — 85 % Шардоне, 10 % Пино Неро, 5 % Пино Бьянко.

## Виноробна зона
Франчакорту дозволено виробляти  у однойменній місцевості, яка знаходиться у западині, сформованій під час льодовикового періоду. Виноробна зона включає у себе наступні комуни: Паратіко, Капріоло, Адро, Ербуско, Корте-Франка, Ізео, Оме, Монтічеллі-Брузаті, Роденго-Саяно, Падерно-Франчіакорта, Пассірано, Провальйо-д'Ізео, Челлатіка, Гуссаго та частини комун Колоньє, Коккальйо, Ровато, Каццаго-Сан-Мартіно, Брешія. Висока якість вина обумовлюється теруаром — гарним поєднанням клімату та ґрунтів. Альпи на півночі регіону захищають виноградники від холодних повітряних мас з Північної Європи. Вдень тут досить тепло, завдяки чому виноград гарно визріває, вночі — прохолодно, завдяки чому він не втрачає кислотність. Середня температура під час вегетації коливається досить слабко, завдяки впливу повітря з озера Ізео. Ґрунти мають структуру, яка гарно дренується.

## Класифікація
За видами франчакорту поділяють на:
- італ. Franciacorta NV (невінтажное вино) — являє собою купаж з врожаїв різних років. Випускається на ринок мінімум через 25 місяців після збору врожаю і півтора року вторинної ферментації в пляшці.
- італ. Franciacorta Saten — версія вина, яку називають «біле з білого», заборонено використовувати сорти червоного винограду, дозволяються тільки Шардоне і Піно Бьянко в пропорції 50/50. Тиск в пляшці не перевищує 5 атмосфер, в результаті виходить делікатне слабогазоване вино, схоже на французький креман. Витримується в пляшці не менше двох років.
- італ. Franciacorta Rose — рожеве вино, мінімум на 25 % складається з Піно Неро, вторинна ферментація триває від двох років.
- італ. Franciacorta Millesimato — мілезимне або вінтажне, мінімум 85 % ягід повинно належати до одного врожаю, випускається на ринок мінімум через 37 місяців після збору врожаю та 30 місяців вторинної ферментації в пляшці.
- італ. Franciacorta Riserva — найкращі вина, витримуються в пляшці мінімум 5 років.

За вмістом цукру франчакорта поділяється:
- італ. Non dosato (до 2 г/л);
- італ. Extra brut (2–6 г/л);
- італ. Brut (6–15 г/л);
- італ. Extra Dry (12–20 г/л);
- італ. Sec (17–35 г/л);
- італ. Demi-Sec (33–50 г/л)[1]

## Опис
Франчакорта — високоякісне вино, яке має гарну структуру, досить складний смак та букет. У букеті відчуваються тони смажених горіхів, карамелі, вершкового масла, червоних фруктів, зелених яблук, цитрусів. Піна м'яка, перляж тонкий. Смак може відрізнятись в залежності від виробника. Як і будь-який ігристе вино, франчакорту подають охолодженою до 8–10 °C, хоча для витриманих версій допускається температура близько 12 °C. Вживається як аперитив та дигестив, гарно поєднується з різноманітними стравами.